# Leopardus pajeros
Leopardus pajeros – gatunek ssaka z podrodziny kotów (Felinae) w obrębie rodziny kotowatych (Felidae).

## Taksonomia
Gatunek po raz pierwszy zgodnie z zasadami nazewnictwa binominalnego opisał w 1816 roku francuski zoolog Anselme Gaëtan Desmarest nadając mu nazwę Felis pajeros. Holotyp pochodził z Santa Rosa, w Departamento Capital, w prowincji La Pampa, w Argentynie. 
Analizy molekularne, morfologiczne i biogeograficzne z 2020 roku wykazały, że L. pajeros jest odrębnym gatunkiem. Autorzy Illustrated Checklist of the Mammals of the World uznają ten gatunek za monotypowy.

### Etymologia
- Leopardus: gr. λεοπαρδος leopardos „lampart, pantera”[12].
- pajeros: lokalna nazwa zacytowana przez Félixa de Azarę[13].

## Zasięg występowania
L. pajeros występuje na pampasowe łąkach od prowincji Buenos Aires w Brazylii po południową Argentynę i Chile; występowanie w północnej Argentynie niepewne.

## Charakterystyka
Leopardus pajeros posiada sierść o zróżnicowanym umaszczeniu, która w zależności od podgatunku może przybierać barwę od żółtobiałej do szarobrązowej. Koty te mają krótki pysk i duże, bursztynowe oczy. Ich nogi są krótkie i grube, a ogon puszysty. U niektórych osobników występują też czarne lub brązowe plamy i paski.

## Tryb życia
Leopardus pajeros występuje na terenach trawiastych, jak również leśnych, bagiennych i górzystych. Gatunek ten jest słabo znany ludziom i niewiele wiadomo na temat jego zwyczajów. Żywi się małymi zwierzętami (ptakami, gryzoniami), na które poluje głównie w nocy. Często zapuszcza się także do siedzib ludzkich.